# Інститут досліджень української діаспори імені професора Любомира Винара
Інститут досліджень української діаспори імені професора Любомира Винара (англ. — Lubomyr Wynar Institute for the Ukrainian Diaspora Studies) — науково-дослідний структурний підрозділ Національного університету «Острозька академія». Заснований у 2002 році. 
Основні напрями роботи: проведення всеукраїнських та міжнародних наукових конференцій, присвячених актуальним питанням дослідження світового українства, видання збірників наукових досліджень, джерельних матеріалів з історії закордонного українства, публікація монографічних досліджень вчених закордоння та України, розробка навчальних дисциплін з діаспоріани тощо. Інститут має тематично різноманітну одну з найпотужніших в Україні книгозбірню видань діаспоріани. 

## Історія створення
Інститут досліджень української діаспори (Institute for the Ukrainian Diaspora Studies) (далі — Інститут) діє як структурний підрозділ Національного університету «Острозька академія» з січня 2002 року. Ідея створення належала відомому українському вченому зі США проф. Любомиру Роману Винару, яку із щирим розумінням підтримав ректор Академії проф. Ігор Демидович Пасічник. Директором Інституту була призначена кандидат історичних наук, доцент (тепер — доктор історичних наук, професор) Алла Євгенівна Атаманенко. 
У 2017 р. Інститут було перейменовано на Науково-дослідний центр «Інститут досліджень української діаспори імені професора Любомира Винара» (НДЦ ІДУД).

## Мета та напрямки діяльності
Метою діяльності Інституту є вивчення життя, діяльності, творчого й наукового доробку українців, які проживають поза межами рідного краю, а також розширення й поглиблення наукових та культурних зв’язків з українською громадськістю поза межами України.
Напрями діяльності Інституту:
- опрацювання наукових проблем, пов’язаних із вивченням різних аспектів життя закордонного українства;
- видання наукових збірників, монографічних та довідникових видань з діаспоріани, перевидання праць видатних українських вчених закордоння;
- розробка навчальних програм і університетських навчальних дисциплін, пов’язаних з різними аспектами життя та діяльності світового українства;
- опрацювання навчальних посібників для середньої та вищої школи;
- організація та проведення наукових конференцій і семінарів;
- співпраця з українськими науковими установами та університетами у вивченні проблем, пов’язаних із життям та діяльністю закордонного українства;
- формування наукової бібліотеки й архіву.

## Бібліотека Інституту
За час існування Інституту сформовано потужну наукову книгозбірню. Фонди бібліотеки поповнюються переважно завдяки надходженням літератури та матеріалів з-поза меж України, чому свого часу значно сприяло «Звернення Світової Наукової Ради СКУ до українських установ і видавництв в діаспорі» за підписами відомих українських учених проф. Л. Винара, проф. А. Гумецької, проф. А. Жуковського, др. о. О. Кравченка, др. О. Мартинюка. Унаслідок його публікації в українській періодиці в Канаді та США, а також завдяки угодам із науковими установами й іншим чинникам відгукнулися громадські організації та приватні особи, з-поміж яких найбільшу кількість літератури надіслали Український музей-архів у Клівленді, Канадський інститут українських студій, Братство колишніх вояків 1-ї Української дивізії УНА, видавництво «Літопис УПА», Українська греко-католицька церква Пресвятої Трійці м. Кергонксон (США), Бібліотека-Архів Св. Володимира в Калгарі, Українська вільна академія наук у США, Фундація імені Івана Багряного, Інститут дослідів Волині та ін. Багато добродіїв зробили щедрі персональні книжкові дарунки бібліотеці.
Сьогодні продовжується формування бібліотеки та архіву Інституту, опрацьовується електронний каталог бібліотеки, обслуговуються читачі. Книгозбірня налічує низку приватних книжкових колекцій та книжкових колекцій наукових установ. 

## Видавнича діяльність
За час існування Інституту, було видано понад 25 найменувань книжкових видань, що переважно виходять у співпраці із науковими установами закордонного українства. Серед них є оригінальні праці та перевидання рідкісних книг, що дотепер в Україні, не зважаючи на важливість змісту, були бібліографічною рідкістю.
Детальніше із виданнями Інституту можна ознайомитись на офіційному сайті установи в рубриці «Видання» [Архівовано 10 червня 2020 у Wayback Machine.].

## Організація наукових форумів
Починаючи з 2004 р., практично кожні два роки Інститут організовував та провів серію міжнародних наукових конференцій «Українська діаспора: проблеми дослідження». 
Крім того, було проведено Міжнародну наукову конференцію, присвячену 40-річчю журналу української історіографії в діаспорі «Український історик» (2003 р.), Міжнародний науково-практичний симпозіум «Закордонне українознавство: осередки, архіви, бібліотеки» (2013), Всеукраїнську наукову конференцію «Українська історіографія ХХ—ХХІ ст.: до 50-ліття журналу «Український історик» (2013), Міжнародну наукову конференцію з нагоди 150-ліття видатного громадського, політичного діяча та вченого Михайла Сергійовича Грушевського (2016), Академію пам’яті видатного українського вченого та організатора науки професора Любомира Романа Винара (2017) та ін. У 2020 р. Інститут був одним із співорганізаторів Міжнародної наукової конференції "Глобальні виклики. Досвід Центрально-Східної Європи", що була організована Науковим колом докторантів "Ucrainica" (Республіка Польща), Науковим товариством студентів та аспірантів імені Олександра Оглоблина НаУОА за підтримки Фонду "Наш вибір" (Республіка Польща), Українського дому у Варшаві та під патронатом Посольства України в Республіці Польща.
У програмах конференцій і самостійно відбуваються й мистецтвознавчі заходи, з-поміж яких — презентація картин Олекси Новаківського з колекції відомого фольклориста й історика зі Словаччини іноземного члена Національної академії наук України Миколи Мушинки, відкриття колекції скульптур американської скульпторки українського походження Міртали Кардиналовської та ін.
У конференціях Інституту брали участь дослідники з України, США, Канади, Хорватії, Росії, Румунії, Польщі, Італії та інших країн.

## Проєкти для молоді
Інститут започаткував інтерактивний проєкт «Нашого цвіту — по всьому світу», який покликаний популяризувати діяльність українців закордоння серед учнівської та студентської молоді. Крім того з ініціативи співробітників Інституту та у співпраці з факультетом міжнародних відносин Національного університету «Острозька академія» проводяться всеукраїнські конкурси для школярів та студентської молоді «Закордонне українство: вчора, сьогодні, завтра», «Видатні постаті закордонного українства». 
Інститут співпрацює із педагогічними працівниками закладів загальної середньої та позашкільної освіти України. Спільно із педагогами проводяться виховані заходи про досягнення українців у світі, публікуються науково-методичні матеріали, організовуються методичні зустрічі. 
Інститут сприяє організації та роботі різних музейних виставок, пов’язаних із закордонним українством (спільно з Нетішинським краєзнавчим музеєм, Музеєм книги та друкарства Державного історико-культурного заповідника міста Острога [Архівовано 19 травня 2021 у Wayback Machine.], Львівським історико-меморіальним музеєм Михайла Грушевського та ін.). Інститут був одним зі співорганізаторів виставкового проєкту «The Ukrainian Canadians: Україноканадці» Музею української діаспори (філія Музею міста Києва) у лютому 2019, м. Київ.

## Детальніше про Інститут
- Офіційний сайт
- Сторінка Інституту на офіційному сайті Національного університету "Острозька академія" [Архівовано 11 серпня 2020 у Wayback Machine.]
- Атаманенко А. Науково-дослідний центр "Інститут досліджень української діаспори". Острозька академія: історія та сучасність культурно-освітнього осередку. Енциклопедичне видання / за ред. І. Пасічника, П. Кралюка, Д. Шевчука та ін. Вид. 3-тє, доп. і переробл. Острог: Видавництво Національного університету «Острозька академія», 2019. С. 691—693.
- Бондарчук Я.В. Історія Острозької академії. Острог: Видавництво Національного університету "Острозька академія", 2011. 376 с.: іл. (про діяльність Інституту див. стор. 345—347).